# 鄭榮俊
鄭榮俊，中華民國外交官、政府官員。畢業於東吳大學法律學系學士，1997年起擔任公務人員，曾任駐吐瓦魯大使館／駐亞特蘭大臺北經濟文化辦事處秘書、外交部專門委員、外交部國際傳播司副司長、外交部禮賓處長、駐美國臺北經濟文化代表處公使銜副代表等職務，現任駐丹麥台北代表處大使銜代表。

## 職業生涯
2020年6月，駐美國副代表尚待新人選時，臺灣政壇與媒體便猜測是由駐美國代表處政治組長赵怡翔升任，但外交部回應無此事。其後，由外交部禮賓處長鄭榮俊接任，負責領務、僑務與其他行政業務，這是鄭榮俊第4次派駐美國，也是第3次派駐首都華盛頓。
2023年11月，駐美國副代表鄭榮俊以投書的方式，就臺灣未能參與国际刑警组织、联合国气候变化框架公约（UNFCCC）等議題發表看法。
2023年12月，召開第四屆台美經濟繁榮夥伴對話，臺灣方面由鄭榮俊、經濟部部長王美花、外交部政務次長李淳等人參與。